# Salvatore Palombi

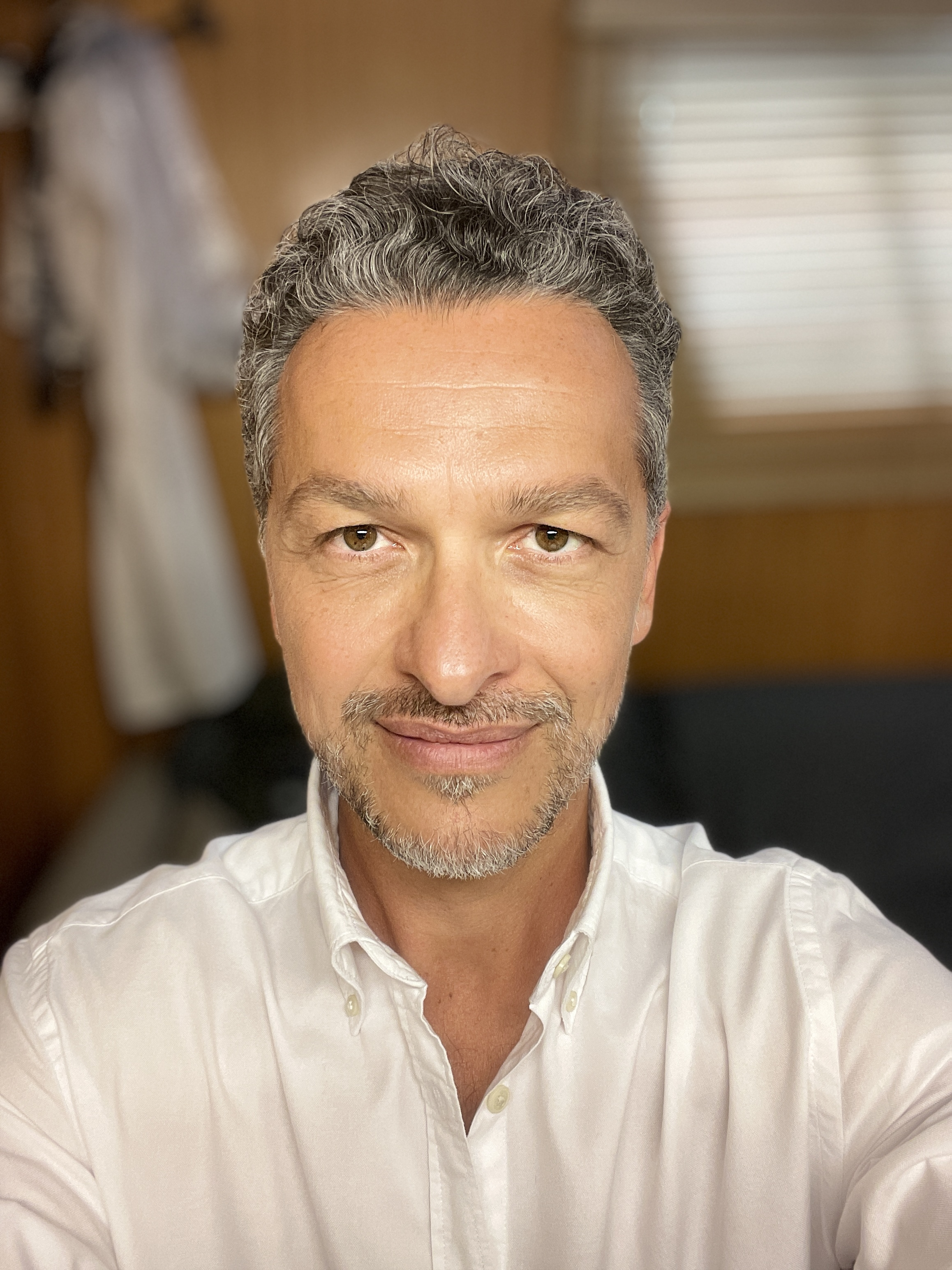
Sul set di Fosca Innocenti

Salvatore Palombi (Latina, 7 dicembre 1966) è un attore italiano.

## Biografia
Dopo il diploma al Laboratorio di esercitazioni sceniche di Roma diretto da Gigi Proietti, prima di approdare in teatro, è in alcuni spettacoli televisivi (tra cui Club '92) accanto a Proietti che lo stesso anno lo dirige nella messinscena de Il desiderio preso per la coda di Pablo Picasso. 
In seguito lavora sempre in ruoli di spicco con alcuni tra i più importanti registi teatrali italiani tra i quali Giancarlo Cobelli (in Troilo e Cressida, Re Giovanni di William Shakespeare; Edoardo II di Christopher Marlowe; L'Illusion comique di Pierre Corneille; Un patriota per me di John Osborne), Luca Ronconi (in Amor nello specchio di Giovan Battista Andreini, protagonista maschile accanto a Mariangela Melato e Manuela Mandracchia),  Gabriele Lavia (in Molto rumore per nulla di William Shakespeare, nel ruolo di Don Pedro).
Nel 2000 è co-protagonista accanto a Raffaele Paganini e Chiara Noschese, nel musical della Compagnia della Rancia "Dance!" con la regia di Saverio Marconi.
Nel 2009, diretto da Clemente Pernarella, è uno dei protagonisti di The Crack-Up, spettacolo ispirato all'opera e alla biografia di Francis Scott Fitzgerald e Zelda Sayre Fitzgerald.
In teatro è stato inoltre diretto da Massimo Belli  (Inquietudine d'amore di Yukio Mishima), Giampiero Cicciò (Gl'innamorati di Carlo Goldoni, La sposa di Messina di Friedrich Schiller), Ninni Bruschetta (Giulio Cesare di William Shakespeare), Gigi Dall'Aglio (Figlie d'Ismaele di Assia Djebar).
Nel 2011, diretto da Stefano Genovese, ha debuttato al Centro culturale Sejong di Seul in "The Mission" (il musical di Andrea e Ennio Morricone ispirato all'omonimo film del 1986 diretto da Roland Joffé).
Nel 2013, diretto da Stefano Genovese interpreta Sam il personaggio principale del musical Ghost scritto da Bruce Joel Rubin (con la collaborazione di Dave Stewart e Glen Ballard per le liriche e le musiche) e tratto dall'omonimo film con Patrick Swayze. 
Nel 2015 è il protagonista de Il piccolo principe tratto dall'opera di Antoine de Saint-Exupéry con la regia di Chiara Noschese che ha curato anche l'adattamento del testo.
In teatro nell'ottobre del 2016 recita il ruolo di Deeley in "Vecchi tempi" di Harold Pinter, diretto per la seconda volta da Michael Rodgers.
Nel 2017 è protagonista di varie produzioni cinematografiche tra le quali: "Dall'ombra", cortometraggio con la regia di Andrea Sestu; Blood bags, film horror per la regia Emiliano Ranzani e "Non si può morire ballando" diretto da Andrea Castoldi.
Nel 2019 è il protagonista del musical A Chorus Line di Michael Bennett, produzione della Stage Entertainment con la regia di Chiara Noschese, nel ruolo del regista-coreografo Zach.
Sempre nel 2019 esce nelle sale il film di Andrea Castoldi Non si può morire ballando dove è il protagonista maschile. 
Nel 2024 torna in teatro con due classici del teatro elisabettiano: "Amleto" con la regia di Alessandro Fabrizi, e "Sogno di una notte di mezza estate", con la regia di Clemente Pernarella, entrambi di "William Shakespeare"
Ha inoltre preso parte come protagonista a numerosi spot pubblicitari.
In televisione ha preso parte alle fiction Colpi di sole, La squadra, Camici bianchi, Fosca Innocenti, "Domina" , Il clandestino e DOC 3 (nelle tue mani).

## Filmografia
- Doc - Nelle tue mani – serie TV, episodio 3x16 (2024)